# Künstler-Monographien

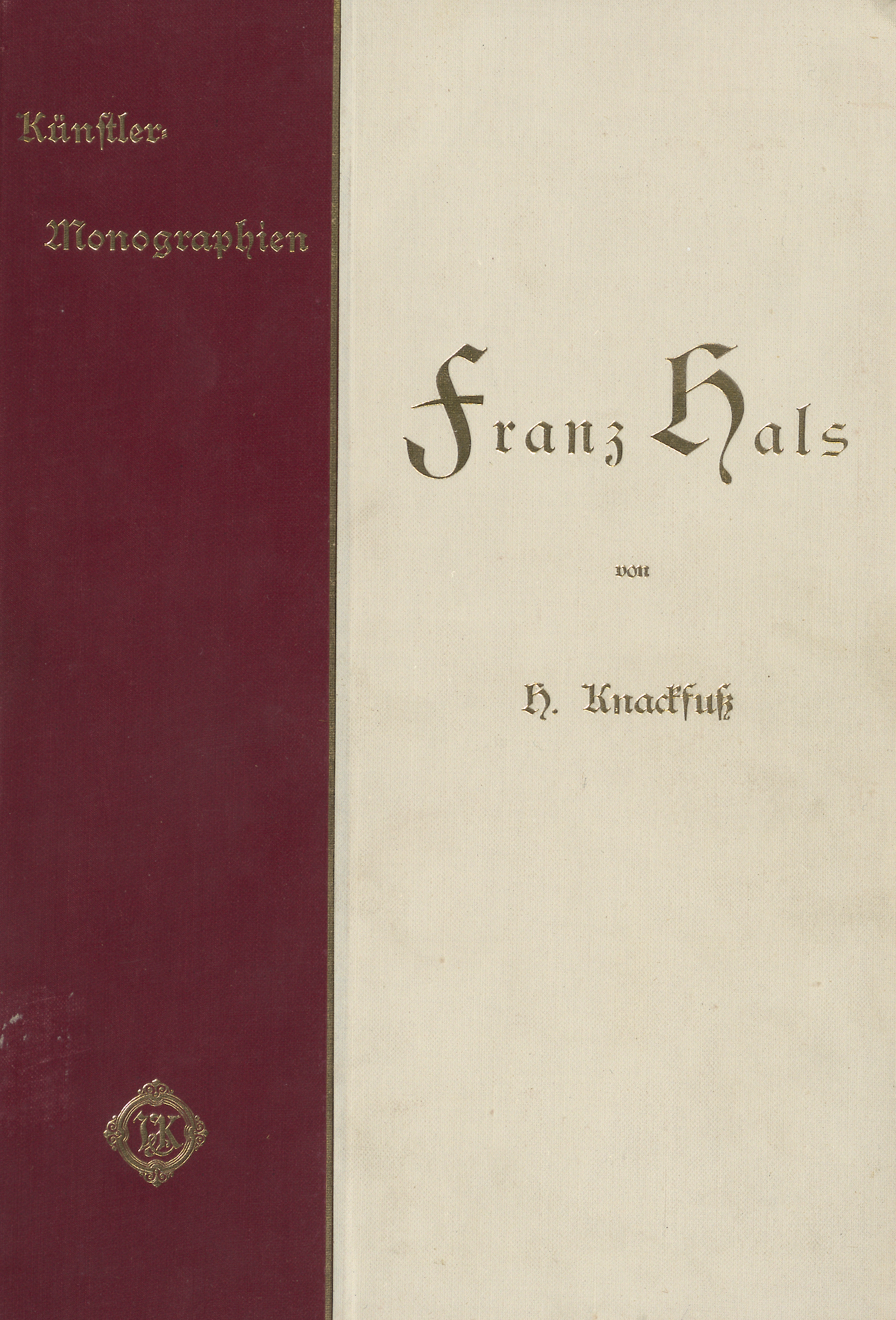
Typische Umschlaggestaltung der Reihe

Die Künstler-Monographien sind eine kunstgeschichtliche Buchreihe, die von 1895 bis 1941 im Verlag von Velhagen & Klasing in Bielefeld und Leipzig erschien. Insgesamt erschienen 122 Nummern. Die Reihe wurde anfangs von Hermann Knackfuß (1848–1915) „In Verbindung mit Andern“ herausgegeben.  Der erste Band (Raffael) stammte von Hermann Knackfuß (1895, 16. umgearbeitete Auflage 1938), der letzte (Domenikos Theotokópoulos genannt El Greco) von Emil Waldmann (1941). Es erschienen auch einige Sonderbände usw. Die Reihe als Beispiel national-konservativer Kunstpolitik und die Auswirkung der Reihe auf die Akzeptanz der Moderne wurde neuerdings von Michael Fuhr untersucht.

## Bände
Einige der Bände erschienen in mehreren, teils hohen Auflagen, auch umgearbeitet.
1. Hermann Knackfuß: Raffael
2. Hermann Knackfuss: Rubens
3. Hermann Knackfuß: Rembrandt
4. Hermann Knackfuß: Michelangelo
5. Hermann Knackfuß: Dürer
6. Hermann Knackfuß: Velazquez
7. Hermann Knackfuß: A. v. Menzel
8. Adolf Rosenberg: Teniers der Jüngere
9. Adolf Rosenberg: A. von Werner
10. Hermann Knackfuß: Murillo
11. Ludwig Pietsch: Knaus
12. Hermann Knackfuß: Franz Hals
13. Hermann Knackfuß: A. van Dyck
14. V. Paul Mohn: Ludwig Richter
15. Adolf Rosenberg: Antoine Watteau
16. Adolf Rosenberg: Thorwaldsen
17. Hermann Knackfuß: Holbein der Jüngere
18. Adolf Rosenberg: Defregger
19. Adolf Rosenberg: Terborch und Jan Steen
20. Alfred Gotthold Meyer: Reinhold Begas
21. Ludwig Kaemmerer: Chodowiecki
22. Franz Hermann Meissner: Tiepolo
23. Adolf Rosenberg: Vautier
24. Ernst Steinmann: Botticelli
25. Ernst Steinmann: Ghirlandajo
26. Franz Hermann Meissner: Veronese
27. Henry Thode: Mantegna
28. Hermann Ziller: Schinkel
29. Hermann Knackfuss: Tizian
30. Henry Thode: Correggio
31. Friedrich Haack: M. von Schwind
32. Max Schmid: Rethel
33. Adolf Rosenberg: Leonardo da Vinci
34. Adolf Rosenberg: Lenbach
35. Ludwig Kaemmerer: Hubert und Jan van Eyck
36. Alfred Gotthold Meyer: Canova
37. Ernst Steinmann: Pinturicchio
38. Adolf Rosenberg: E. v. Gebhardt
39. Ludwig Kaemmerer: Memling
40. F. Walther Ilges: Munkacsy, Michael von
41. Max Schmid: Klinger
42. Otto Julius Bierbaum: Stuck
43. Henry Thode: Giotto
44. Adolf Rosenberg: Adrian und Isack van Ostade
45. Hans Rosenhagen: Max Liebermann
46. Fritz von Ostini: Thoma
47. Eugen Zabel: Wereschtschagin
48. Adolf Rosenberg: Friedrich August von Kaulbach
49. Henry Thode: Tintoretto
50. Georg Gronau: Leibl
51. Martin Spahn: Philipp Veit
52. Hans Mackowsky: Verrocchio
53. Adolf Rosenberg: Prell
54. Ludwig Pietsch: Herkomer
55. Otto von Schleinitz: Burne-Jones
56. Max Jordan: Koner
57. Walther Gensel: Millet und Rousseau
58. Fritz von Ostini: Grützner
59. Marcel Montandon: Gysis
60. Alexander Heilmeyer: Adolf Hildebrand
61. Fritz von Ostini: Uhde
62. Otto von Schleinitz: Walter Crane
63. Oskar Fischel: Ludwig von Hofmann
64. Rainer Maria Rilke: Worpswede
65. Alfred Gotthold Meyer: Donatello, bearbeitet von Max Semrau
66. Adolf Rosenberg: Eberlein
67. Eduard Heyck: Hans von Bartels
68. Friedrich Perzyński: Hokusai
69. Julius Gensel: Friedrich Preller d. Ä.
70. Fritz von Ostini: Böcklin
71. Gustav Pauli: Gainsborough
72. Marcel Montandon: Segantini
73. Otto von Schleinitz: George Frederick Watts
74. Paul Schubring: Luca della Robbia und seine Familie
75. Berthold Daun: P. Vischer und A. Krafft
76. Eduard von Heuck: Anselm Feuerbach
77. Jarno Jessen: Rossetti
78. Arthur Roessler: Neu-Dachau: Ludwig Dill, Adolf Hölzel, Arthur Langhammer
79. Walther Gensel: Constantin Meunier
80. Berthold Daun: Siemering
81. Berthold Daun: Veit Stoss
82. Christian Eckert: Peter Cornelius
83. Walther Gensel: Corot und Troyon[6]
84. Fritz von Ostini: Wilhelm von Kaulbach
85. Max Wingenroth: Angelico da Fiesole
86. Max Jordan: Geselschap (Friedrich)
87. Fritz Knapp: Perugino
88. Otto von Schleinitz: William Holman Hunt
89. Richard Oertel: Francisco de Goya
90. Fritz Knapp: Andrea del Sarto
91. Max Osborn: Joshua Reynolds
92. Hans Wolfgang Singer: Die Kleinmeister
93. Otto Grautoff: Auguste Rodin
94. Max von Boehn: Giorgione und Palma Vecchio
95. Eduard von Heuck: Lukas Cranach
96. Georg Gronau: Die Künstlerfamilie Bellini (darin Jacopo Bellini, Giovanni Bellini)
97. Max Osborn: Eugen Bracht
98. Hans Rosenhagen: Wilhelm Trübner
99. Georg Biermann: H. v. Zügel
100. Max von Boehn: Guido Reni
101. Max Osborn: Franz Krüger
102. Franz Servaes: Anders Zorn
103. Hans Wolfgang Singer: Julius Schnorr von Carolsfeld
104. Hans Rosenhagen: A. von Keller
105. Max von Boehn: Lorenzo Bernini – Seine Zeit, sein Leben, sein Werk
106. Otto von Schleinitz: Philipp A. von László
107. Georg Biermann: Lovis Corinth
108. Fritz Knapp: Grünewald
109. Fried Lübbecke: Wilhelm Steinhausen
110. Max von Boehn: Carl Spitzweg
111. Fritz von Ostini: Fritz Erler
112. Hans Rosenhagen: Arthur Kampf
113. Hermann Schmitz: Hans Baldung gen. Grien
114. Julius Vogel: Otto Greiner
115. Georg Jacob Wolf: Albrecht Altdorfer
116. Wilken von Alten: Max Slevogt
117. Kurt Zoege von Manteuffel: Die Künstlerfamilie van de Velde (u. a.  Willem van de Velde der Jüngere, Adriaen van de Velde)
118. Fritz Knapp: van Gogh
119. Fritz Knapp: Riemenschneider
120. Fritz Knapp: Balthasar Neumann
121. Oskar Schürer: Michael Pacher
122. Emil Waldmann: Domenikos Theotokópoulos genannt El Greco